# Yellow Front
Yellow Front är supporterklubb till Gripen Trollhättan BK. Klubben startades i början av 1980-talet och är den äldsta supporterklubben i bandysverige, enligt Riksidrottsförbundet är Yellow Front dessutom en av de åtta äldsta supporterklubbarna totalt inom svensk idrott. Man firade 40-årsjubileum i januari 2022.